# Crotalaria recta
Crotalaria recta är en ärtväxtart som beskrevs av Achille Richard. Crotalaria recta ingår i släktet sunnhampor, och familjen ärtväxter. Inga underarter finns listade i Catalogue of Life.